# Messapien
Cet article concerne la langue messapien. Pour le peuple messapien, voir Messapes.
Le messapien est une langue morte qui était parlée durant l'Antiquité jusqu'au moins le Ier siècle av. J.-C. par les Messapes, à la pointe sud-est de l'actuelle Italie.
Peut-être apparenté aux langues parlées par les Illyriens, le messapien n'est connu que par un corpus de cinq cent quarante-sept inscriptions, un peu plus aujourd'hui, relevées par les épigraphes dans la région du Salente, à quoi s'ajoute une trentaine de monnaies. La plus ancienne est datée des alentours de 550 av. J.-C., la dernière de la fin du IIe siècle av. J.-C. et la romanisation consécutive à la fin des guerres puniques. De rares inscription tardives, postérieures au IVe siècle av. J.-C., ont été relevées plus au nord au pied des monts Gargan, en Daunie, et ne laissent pas d'interroger la survivance d'un substrat en dehors de la Messapie elle-même.

## Écriture
L'alphabet épichorique utilisé dans les inscriptions messapiques est le même que celui qui était utilisé à Tarente, une version laconique de l'alphabet grec. Cependant le messapien en ignore la consonne Φ, qui n'apparait que dans les inscriptions les plus archaïques, et la voyelle υ, qui n'apparait que dans quelques inscriptions de la fin du Ve siècle av. J.-C. et du début du IVe siècle av. J.-C.. Il use d'une forme de Ψ carré, un trident, probable notation de la fricative dentale sourde, et d'un Y fendu ᛉ, qui note une constriction associée à toute mouillure de voyelle. Il est transcrit par l'Υ classique à partir du début du IIIe siècle av. J.-C..

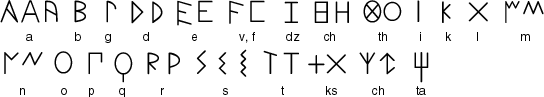
Table alphabétique du messapien
(Les deux dernières lettres dénotent un son -y- en position intervocalique, et un son proche du θ, respectivement),.

L'évolution des graphies, classée en huit phases, est minime, marquée principalement par la transformation du  phénicien en Θ de la koinè. L'alphabet des inscriptions tardives relevées à Vieste, en Daunie, est différent, plus moderne et plus proche du standard hellénistique.
Le ductus est en général dextroverse, du moins pour les écrits les moins anciens. Certaines inscriptions archaïques sont en boustrophédon voire en faux boustrophédon, c'est-à-dire que, si la seconde ligne change de sens, les lettres n'y sont pas écrites en miroir. Les mots sont accolés, rarement séparés par un blanc.

## Recension épigraphique

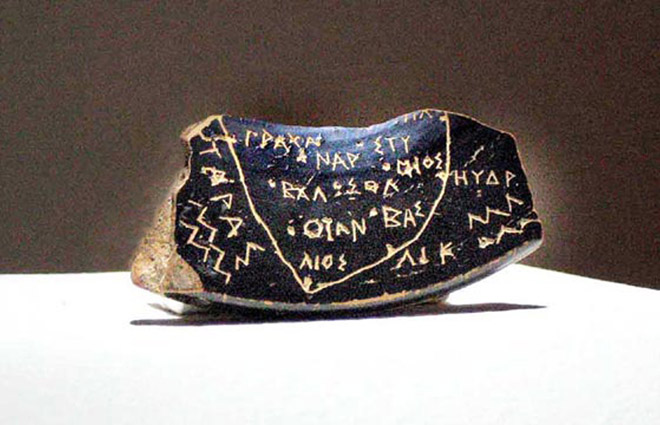
Carte de Soleto, ostrakon rédigé en grec et messapien.

- (de) Th. Mommsen, Die unteritalischen Dialekte, p. 70, G. Wigand, Leipzig, 1850.
- (it) A. Fabretti, Corpus Inscriptionum Italicarum antiquioris aevi, 1862.
- (it) A. Fabretti, Corpus Inscriptionum Italicarum antiquioris aevi ed ai suoi supplementi, Gian Francesco Gamurrini éd., 1872, rééd. 1878.
- (it) F. Ribezzo (it), Corpus Inscriptionum Messapicarum, Bari, 1935.
- (it) F. Ribezzo (it), Corpus Inscriptionum Messapicarum, Palerme, 1938, rééd. préf. C. Santoro, Edipuglia (it), Bari, 1978.
- (it) O. Parlangèli, « Nuove Iscrizioni Messapiche », in Indogermanische Forschungen, vol. LXX, p. 172-190, 1965.
- (it) O. Parlangèli, « Nuove Iscrizioni Messapiche (II) », in Annali della Facoltà di Magistero, vol. VI, p. 121-137, Université de Bari, Bari, 1966.
- (it) O. Parlangèli, « Nuove Iscrizioni Messapiche (III) », in Annali della Facoltà di Magistero, vol. VII, p. 129-145, Université de Bari, Bari, 1968.
- (it) C. Santoro, « Nuove epigrafi messapiche (IV supplemento) », in V. Pisani, C. Santoro, Italia Linguistica Nuova ed Antica, Congedo (it), Galatina, 1976.

## Exemples
« ANAAPRODITALAHONATHEOTO

RIDDAHIPAKATHEOTORIDDATH

AOTORASKEOSORRIHIBILIVA »

— Inscription de Ceglie Messapica.

« À la déesse Aphrodite Lahona Théoto

ridda et Hipaka. Théotoridda

fille de Thaotor Keosorres. »

« Zeus m'est témoin, moi, Thotoria Marta, fais à la ville de Vaste (it) don de ma terre sur la foi jurée des sénateurs Stabuas Xonedon et Dazet Vaanet, du représentant du collège des marchands Stabuas Xonetves, fils de Dazimas, des ministres Kazares Xonetves et Otves Dazohonnes, du membre de l'assemblée de la ville Dastas Kravehenes et du membre de celle des paysans Poxxonnes Aimarnas. »

## Quelques mots
Ana, mère, albanais nënë, nanë, mère.
Andirahho, souterrain, infernal.
Apa, de, préposition indiquant l'origine.
Aran, champ, albanais arë, champ.
Argorapandes, trésorier.
Atabulus, vapeur, albanais avull, vapeur.
Balta, marais, albanais baltë, boue, vase.
Bàrka, ventre, albanais bark, ventre.
Biles, fils, albanais bir, fils.
Bilia, fille, albanais bijë, bilë - bija, bila, fille.
Brin, cerf, albanais brî, bois de cerf.
Den, voix, albanais zë/zâ - zër/zân, voix.
Kalator, héraut.
Klauhi, entends (impératif),albanais kluoj, kluaj, entendre.
Kos, qui, albanais kush, qui.
Ma, négation, albanais ma, me, mos.
Mazzes, plus grand (accusatif singulier neutre), albanais madh, grand.
Menzana, poulain, albanais mëz - meza, poulain.
Ner, homme, albanais njer - njeri, homme.
Penkaheh, cinq, albanais pesë, pensë, cinq .
Rhīnós, brume, albanais re - rën, nuage, brume.
Ta-, article (grec τὸ).
Tabara, prêtresse.
Tabaras, prêtre.
Tepise, offert, mis.

## Phonologie diachronique
Sans que le matériel recueilli permette de tracer un tableau complet, ont été repérées quelques évolutions propres au messapien comparé à d'autres langues indoeuropéennes :
- a bref pour o bref[16], v. g. le génitif kalatoras, comme en illyrien.
- -ā- pour -au- devant consonne, v. g. Bāsta pour Bausta, mais devant voyelle klauhi devient klohi dans les inscriptions plus récentes.
- l'involution de la labiale spirante initiale, v. g. beran pour *bher- correspondant au russe bierit et au latin ferre.
- une absence archaïsante de dissimilation coarticulatoire, v. g. penkaheh évolué en grec penta, en breton pemp et en latin quinque.
- le redoublement consonantique en remplacement d'une mouillure,
  - -nn- pour -ni-, v. g. Dazohonnes correspondant à l'illyrien Dazonius,
  - -tth- pour -ti-, v. g Dazetthes correspondant à l'illyrien Dazetius,
  - -ss- pour -si-, v. g. Vallasso correspondant à Vallasio.
- la chute de la dentale finale, v. g. tepise, là où le latin à un participe passé en -atus, -ata, -atum.
- -n final pour -m final, v. g. aran.

Les diphtongues ai, au, eu, oi, ei demeurent telles quelles.

## Grammaire
Le messapien, tel que les artefacts le présentent, emploie cinq cas, le nominatif, l'accusatif, le génitif, le datif, et l'instrumental. Il existe un nominatif masculin fort en -or et un faible en -as auquel correspond un nominatif féminin en -a. Le datif pluriel est -bas et l'instrumental pluriel -bis, correspondant du latin -ibus.
En dépit du peu d'informations morphologiques délivrées, ont été repérés à côté de l'indicatif, trois autres modes, impératif, subjonctif et optatif. La plupart sont conjugués au présent, certains à l'aoriste, au parfait.

### Sources
1. 1 2 3 4  A. Santoni, « Messapien - VIe – IIe siècle av. J.-C. », in Mnamon. Les écritures anciennes de la Méditerranée. Guide critique des ressources électroniques., École normale supérieure, Pise, 2008-2017.
2. ↑  S. Marchesini, « Messapien - VIe – IIe siècle av. J.-C. Chronologie », in Mnamon. Les écritures anciennes de la Méditerranée. Guide critique des ressources électroniques., École normale supérieure, Pise, 2008-2017.
3. ↑  C. de Simone, « La posizione linguistica della Daunia », in La civiltà dei Dauni nel quadro del mondo italico. Atti del XIII Convegno di Studi Etruschi ed Italici. Manfredonia, 21-27 giugno 1980., p. 113-127, Leo Olschki, Florence, 1984.
4. ↑  A. Santoni, « Messapien - VIe – IIe siècle av. J.-C. Liste des symboles », in Mnamon. Les écritures anciennes de la Méditerranée. Guide critique des ressources électroniques., École normale supérieure, Pise, 2008-2017.
5. 1 2 3 4 5 6  S. Marchesini, « Messapien - VIe – IIe siècle av. J.-C. Modèles alphabétiques », in Mnamon. Les écritures anciennes de la Méditerranée. Guide critique des ressources électroniques., École normale supérieure, Pise, 2008-2017.
6. ↑  De Simone, Carlo (2017). "Messapic" In Klein, Jared; Joseph, Brian; Fritz, Matthias (eds.). Handbook of Comparative and Historical Indo-European Linguistics. Volume 3. Walter de Gruyter. p. 1840.
7. ↑  A. Santoni, « Messapien - VIe – IIe siècle av. J.-C. Cartes des lieux. », in Mnamon. Les écritures anciennes de la Méditerranée. Guide critique des ressources électroniques., École normale supérieure, Pise, 2008-2017.
8. 1 2 3  S. Marchesini, « Messapien - VIe – IIe siècle av. J.-C. Ductus et divisio verborum », in Mnamon. Les écritures anciennes de la Méditerranée. Guide critique des ressources électroniques., École normale supérieure, Pise, 2008-2017.
9. ↑  Thierry van Compernolle, « Primo contributo alla carta archeologica di Soleto », in Studi di Antichità, vol. VII, p. 327-354, Congedo (it), Galatina, 1998.
Thierry van Compernolle, « La Mappa di Soleto », in M. A. Orlando, La scienze geo-archeologica e bibliotecarie al servizio della scuola, p. 19-31, Kollemata, Monteroni di Lecce, 2005.
10. ↑  C. de Simone, « Gli studi recenti sulla lingua messapica », in Italia omnium terrarum parens, p. 657, Milan, 1989.
11. ↑  F. Ribezzo (it), Corpus Inscriptionum Messapicarum, n° 149, Palerme, 1938.
12. 1 2 3 4 5 6 7 8  S. Marchesini, « Messapic Introduction », in Mnamon. Les écritures anciennes de la Méditerranée. Guide critique des ressources électroniques., École normale supérieure, Pise, 2008-2017.
13. 1 2 3 4 5 6  R. S. Conway (en), « Messapii », in Encyclopædia Britannica, vol. XVIII, Londres, 1911.
14. 1 2 3  C. de Simone, « Su tabaras (femm. -a) e la diffusione dei culti misteriosofici nella Messapia », in Studi Etruschi, vol. L, p. 177-197, Florence, 1982.
15. ↑  V. Orioles, « Il Messapico nel quadro indoeuropeo : tra innovazione e conservazione », in E. Campanile, Rapporti linguistici e culturali tra i popoli dell'Italia antica, Pisa, 6-8 ottobre 1989., p. 157-175, Giardini (it), Pise, 1991.
16. 1 2 3 4 5  B. W. Fortson, Indo-European Language and Culture : An Introduction., p. 467, IV, John Wiley & Sons, New York, 2011  (ISBN 9781444359688).
17. ↑  C. de Simone, « Contributi per lo studio della flessione nominale messapica. Parte I. L'evidenza », in Studi Etruschi, vol. XLVI, p. 223-252, Florence, 1978.
A. L. Prosdocimi, « Sulla flessione nominale messapica », in Archivio Glottologico Italiano, vol. LXXIV, p. 137-174, 1989.
18. ↑  R. Gusmani (it), « Ancora sul genitivo messapico in (A)IHI », in M. T. Laporta, Studi di antichità linguistiche in memoria di Ciro Santoro, p. 199-205, Cacucci (it), Bari, 2006.